# Amfímac
Amfímac (en llatí Amphimachus, en grec antic Ἀμφίμαχος) fou un general macedoni que va participar en la conquesta de l'imperi Persa.
Al repartiment de satrapies feta per Antípater l'any 321 aC se li va donar la de Mesopotàmia amb l'Arbelitis, segons Flavi Arrià i Diodor de Sicília.